# Tantung
Tantung (egyszerűsített kínai írással: 丹东, pinjin: Dāndōng) prefektúra szintű város Kínában, Liaoning tartományban. Lakosainak száma 2 188 436 fő (2020).

## Népesség
| 2010 | 2 444 697 |
| 2020 | 2 188 436 |

## Testvérvárosok
- Tokusima
- Wilmington